# 아사드 정권의 몰락
아사드 정권의 몰락에 관한 내용이다.
2024년 12월 8일, 바샤르 알아사드 휘하의 시리아 아랍 공화국은 시리아 반군(타흐리르 알 샴이 주도하고 터키의 지원을 받는 시리아 국민군을 포함한 다른 반군 단체의 지원을 받음)의 대규모 공세로 무너졌다. (2011년 시작된 시리아 내전의 일부) 다마스쿠스 함락은 하페즈 이후 전체주의 세습 독재 정권으로 시리아를 통치해 온 아사드 가문 정권의 종말을 의미했다. 알 아사드는 교정혁명 이후 1971년 대통령직을 맡았다.
반군 연합인 남부 작전실이 다마스쿠스에 접근해 아사드를 찾기 시작하자 그는 이미 러시아에 있던 그와 그의 가족이 망명을 허가받은 러시아로 비행기를 타고 수도를 탈출했다. 이후 반군은 국영 TV를 통해 아사드 정부에 대한 승리를 선언했고, 러시아 외무부는 아사드의 사임과 시리아 철수를 발표했다.